# 加治佐由香里
加治佐 由香里（かじさ ゆかり）は、日本のフードコーディネーター。日本フードコーディネーター協会 常任理事。香蘭女子短期大学非常勤講師。

## 経歴
福岡県福岡市出身、福岡県在住。大学卒業後、複数の仕事を経験した後、40代で料理研究家アシスタントとして3年間勤務する。2000年からフードコーディネーターとしての仕事を開始する。活動範囲は、商品開発、レシピ開発、スタイリング・撮影、食イベントの企画運営、講演会講師、料理教室講師など、多岐にわたる。
主な実績として、内閣府主催 UD（ユニバーサルデザイン）全国大会で10種類のUD弁当開発事業を発表したほか、熊本県発行の「米粉のレシピ集」「くまもとのふるさとの食レシピ集＆DVD」の制作監修、2013年「全国フードコーディネーターグランプリ」にて準グランプリ受賞といった実績がある。
保有資格は、フードコーディネーター1級、だしソムリエアカデミー1級・認定講師、ジャパンテーブルアーチストアカデミー認定講師、食空間コーディネーター、食生活アドバイザー、ティーコーディネーター、味わい教育インストラクター、テーブルアーチスト。

## 著書
- 『フードコーディネーター教本』（共著）[要文献特定詳細情報]